# Hisaya Morishige
Hisaya Morishige (森繁久彌 Morishige Hisaya?,  Hirakata, prefectura de Osaka, Japón; 4 de mayo de 1913 - Tokio; 10 de noviembre de 2009) fue un actor japonés. Actuó en 165 películas de diversos géneros, series de televisión contemporáneos y de jidaigeki. También se convirtió en el primer artista fuera del campo de las artes tradicionales japonesas en recibir la Orden de la Cultura por parte del Emperador de Japón en 1991.

## Biografía
Estudió en Universidad de Waseda cuando se unió a un club de drama y posteriormente abandona los estudios universitarios para unirse al club Toho Shingekidan. Se unió a varios grupos teatrales como el Toho Gekidan y Roppa Ichiza ganándose el respeto del director de teatro Kazuo Kikuta y el actor Kyu Sazanka.
Luego fue presentador radial de la NHK en Manchuria desde 1939 hasta 1946 cuando regresó a Japón. En 1947 debutó como actor de películas al participar en Joyu, pero alcanzó la fama al actuar en Santo Juyaku en 1952. Ganó el premio a Mejor Actor en el Mainichi Eiga Concours de 1955 y en el Blue Ribbon Awards del mismo año, por la película Meoto Zenzai; y ganó un premio especial en el Japan Academy Awards en 1983. También fue nominado dos veces como Mejor Actor en el Japan Academy Awards en 1984 por Shōsetsu Yoshida Gakkō, y en 1990 por Ruten no Umi.